# Michaił Arinkin
Michaił Innokientjewicz Arinkin (ros. Михаил Иннокентьевич Аринки, ur. 1875 w Czycie, zm. 1948) – rosyjski lekarz wojskowy. Profesor Akademii Medyko-Chirurgicznej w Petersburgu, członek Akademii Nauk Medycznych ZSRR. Jako jeden z pierwszych stosował diagnostyczne nakłucie mostka (1927).
Ukończył studia na Akademii Medyko-Chirurgicznej w Sankt Petersburgu (1902). W 1905 otrzymał tytuł doktora medycyny.